# Neftchiler (metropolitana di Baku)
Neftchiler è una stazione della Linea 1 della Metropolitana di Baku.
È stata inaugurata il 6 novembre 1972.